# Souimanga asiatique
Cinnyris asiaticus
Espèce
Statut de conservation UICN

 LC  : Préoccupation mineure
Synonymes
- Nectarinia asiatica

Le Souimanga asiatique (Cinnyris asiaticus), également appelé Souimanga pourpré, est une espèce d'oiseaux appartenant à la famille des Nectariniidae.

## Description
Cette espèce est minuscule, mesurant seulement 10 centimètres de long. Elle a un bec de longueur moyenne, fin, courbé vers le bas et une langue tubulaire terminée en brosse adaptés à son alimentation en nectar.
Le mâle adulte a un plumage principalement violet brillant en période nuptiale. Sinon, il est  jaune-grisâtre sur le dos, a la poitrine jaune avec une bande centrale descendant jusqu'au ventre. La femelle est jaune-gris dessus et jaunâtre dessous et un léger sourcil. 

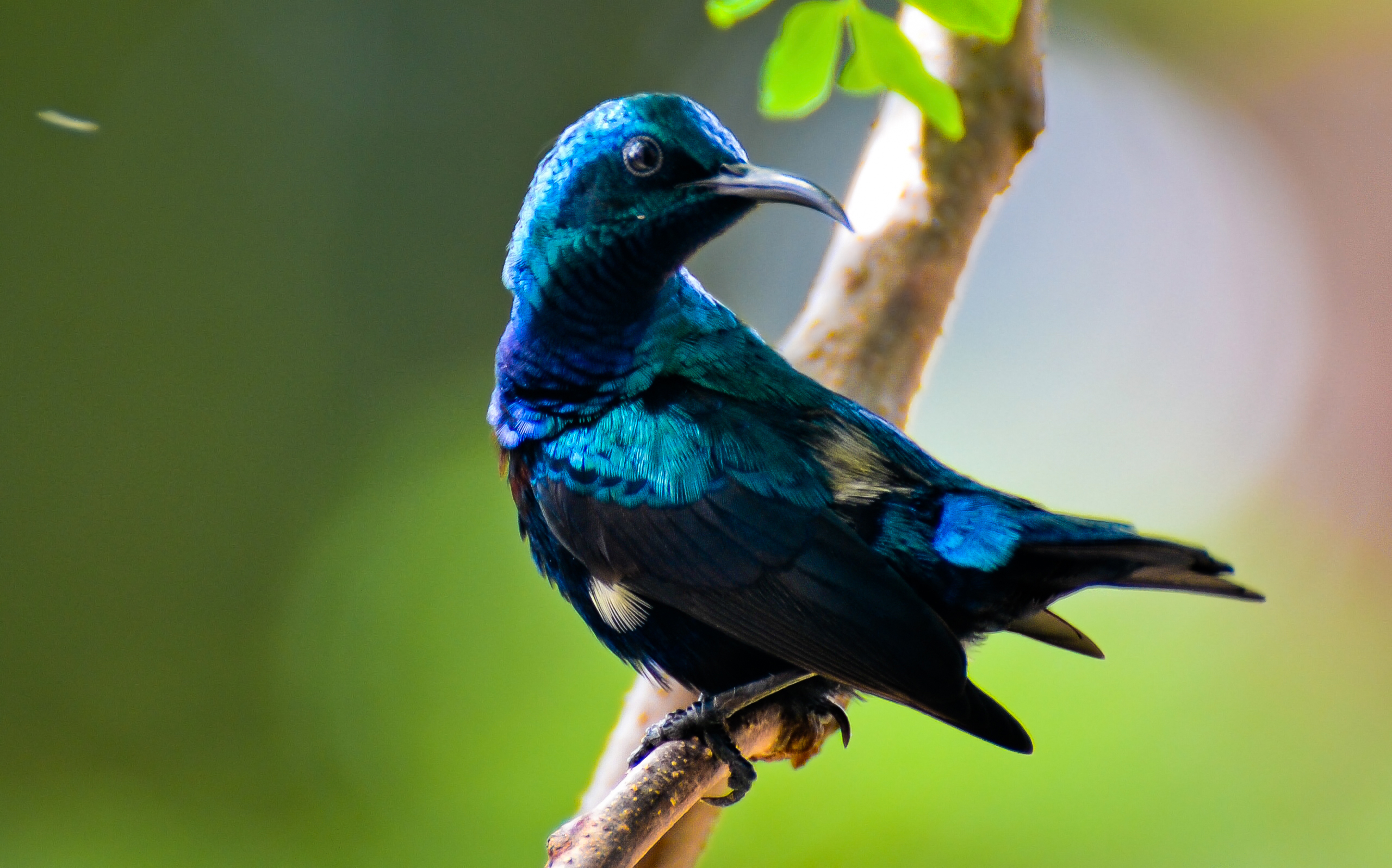
Mâle en livrée nuptiale
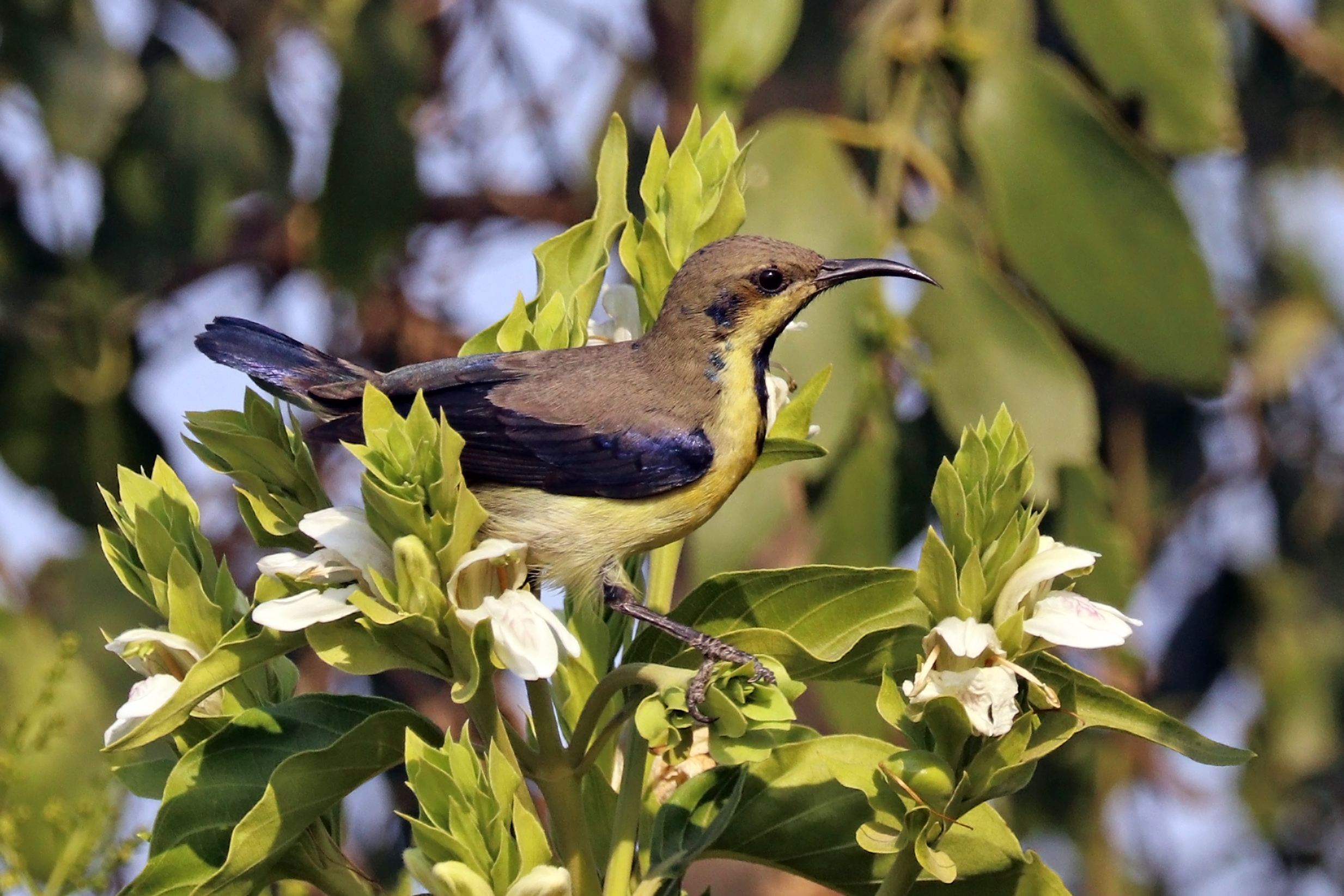
Mâle en livrée ordinaire, non nuptiale
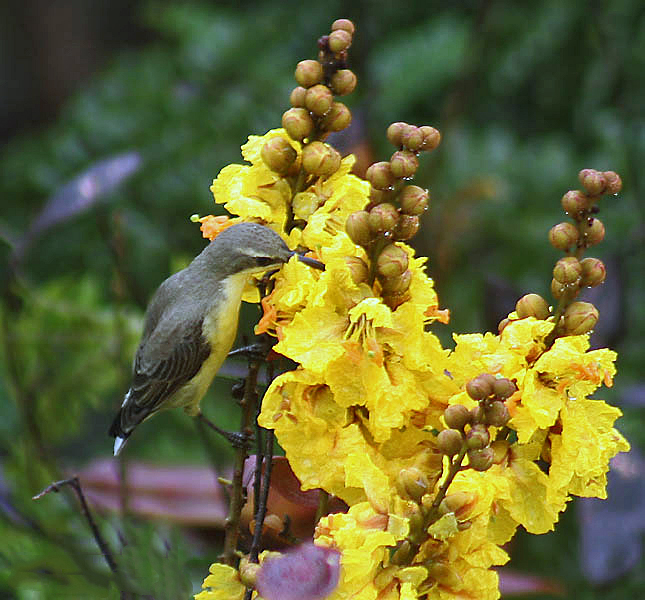
Femelle
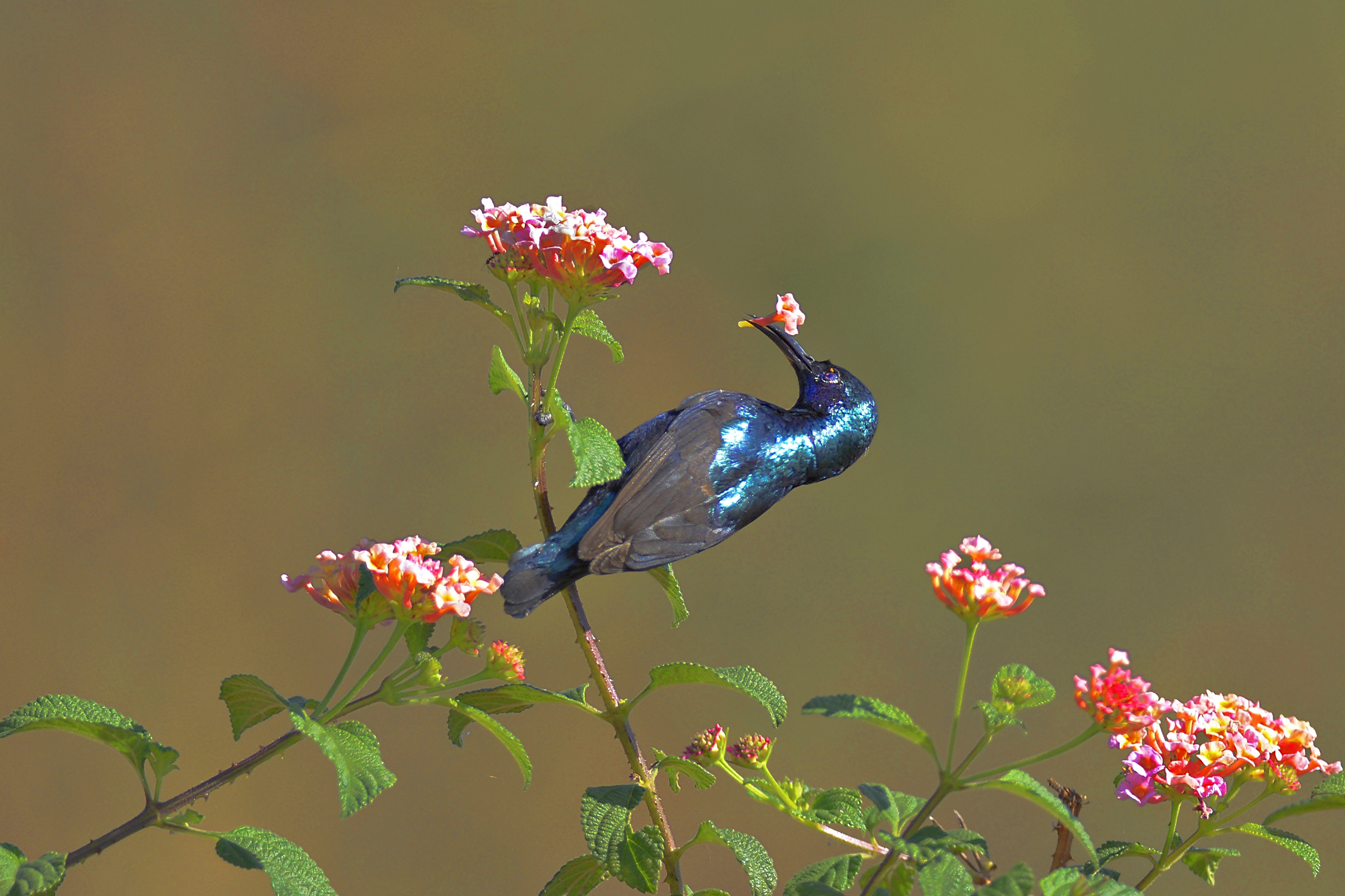
Mâle se nourrissant de nectar

## Répartition et habitats
Il vit et se reproduit dans le sud de l'Asie tropicale : des deux côtés du golfe d'Aden, le sous-continent Indien et en Indochine. Il fréquente une grande variété d'habitats plantée d'arbres, comme les forêts et les cultures.

## Chant
Le cri est un zit zit sonore.

## Comportement
Après l'accouplement, le mâle perd ses belles couleurs bleu métallique. La femelle pond de un à trois œufs dans un nid suspendu à un arbre, les couve puis nourrit les oisillons de petits insectes.

### Sous-espèces
D'après le Congrès ornithologique international, cette espèce est constituée des trois sous-espèces suivantes (ordre phylogénique):
- Cinnyris asiaticus brevirostris (Blanford, 1873) — du sud-est de la péninsule arabique au nord-ouest de l'Inde
- Cinnyris asiaticus asiaticus (Latham, 1790) — Inde et Sri Lanka
- Cinnyris asiaticus intermedius (Hume, 1870) — est de l'Inde, Bangladesh et Indochine